# Telestula batoni
Telestula batoni is een zachte koraalsoort uit de familie Clavulariidae. De koraalsoort komt uit het geslacht Telestula. Telestula batoni werd in 1990 voor het eerst wetenschappelijk beschreven door Weinberg. 